# Dysdera hungarica
Dysdera hungarica är en spindelart som beskrevs av Kulczynski 1897. Dysdera hungarica ingår i släktet Dysdera och familjen ringögonspindlar.

## Underarter
Arten delas in i följande underarter:
- D. h. atra
- D. h. subalpina